# Свашенко, Семён Андреевич
Семён Андреевич Свашенко (13 сентября 1904, село Дергачи, Харьковская губерния — 23 ноября 1969, Москва) — советский киноактёр, Заслуженный артист РСФСР (1967). Младший брат Петра Лесового (Петра Андреевича Свашенко) — репрессированного украинского советского писателя, жертвы Расстрелянного Возрождения.

## Биография
Учился в Киевском музыкально-драматическом институте им. Николая Лысенко (1922—1925).
В 1924—1928 — актёр Харьковского театра «Березиль».
В 1929-1967 — актёр театров и киностудий Киева, Одессы, киностудий «Межрабпомфильм», «Союздетфильм».
В 1945-1967 — актёр Театра-студии киноактёра, с 1957 года — в актёрской студии «Мосфильма».
Похоронен в Москве, на 58 участке Ваганьковского кладбища.
На Украине, в Днепропетровской области, в городе Марганце, проживает его родной племянник Свашенко Андрей Владимирович, сын брата Свашенко Владимира Андреевича.

## Фильмография
- 1925 — Арсенальцы — прапорщик
- 1927 — Звенигора — Тимош
- 1928 — Арсенал — Тимош, рабочий-коммунист
- 1929 — Две женщины — муж
- 1929 — В сугробах — Андрей Бурмыш
- 1925 — Человек из местечка — эпизод
- 1929 — Экспонат из паноптикума — Городинский-младший, инженер
- 1930 — Перекоп — солдат
- 1930 — Земля — Василь Трубенко
- 1930 — Взорванные дни — ударник труда
- 1931 — Штурмовые ночи — кулак
- 1931 — Фата Моргана — крестьянин Гуща
- 1933 — Изменник родины — украинец
- 1933 — Дезертир — Бруно
- 1934 — Секрет фирмы — Николай Рубцов
- 1935 — У самого синего моря — председатель рыболовецкого колхоза
- 1936 — Дохунда — Сабир
- 1937 — Юность — матрос, сын рыбака Андрей Шаган
- 1937 — Граница на замке — старший лейтенант Сташенко
- 1939 — Кубанцы — Фёдор
- 1939 — Варя-капитан — Фёдор
- 1942 — Лесные братья
- 1943 — Лермонтов — гусар
- 1945 — Близнецы — милиционер
- 1946 — Крейсер «Варяг» — сигнальщик
- 1946 — Глинка — партизан
- 1947 — Рядовой Александр Матросов — парторг
- 1948 — 1949 — Сталинградская битва — командир танка
- 1950 — Смелые люди — табунщик
- 1950 — Кавалер Золотой звезды — секретарь
- 1950 — Донецкие шахтёры — инженер
- 1955 — Овод — Марконе
- 1955 — Белый пудель — бродяга
- 1957 — Страницы былого — Гнат
- 1958 — Тихий Дон — Гаранджа
- 1959 — Хождение по мукам. Хмурое утро — Яков
- 1959 — Баллада о солдате — старик-украинец в поезде
- 1961 — Нахалёнок — кулак
- 1961 — Дуэль — чиновник
- 1962 — Кубинская новелла — рабочий
- 1962 — Бей, барабан! — кулак
- 1963 — Оптимистическая трагедия — анархист
- 1967 — Война и мир — старый солдат

## Награды и звания
- Медаль «За трудовую доблесть» (6 марта 1950) — за выдающиеся заслуги в развитии советской кинематографии, в связи с 30-летием[1].
- Заслуженный артист РСФСР (1967).